# Adela Piña Bernal
Adela Piña Bernal es una profesora y política mexicana, miembro del partido Movimiento Regeneración Nacional (Morena). Es diputada federal para el periodo de 2018 a 2021.

## Reseña biográfica
Adela Piña es licenciada en Educación. Se desempeñó como docente de educación básica de 1984 a 1998, año en que pasó a ser coordinadora sindicar en la Sección 9 Democrática del Sindicato Nacional de Trabajadores de la Educación, participando en su corriente la Coordinadora Nacional de Trabajadores de la Educación (CNTE). 
Finalizó su comisión sindical en 2007 y retornó a sus labores docentes hasta 2016. De 2013 a 2016 fue además presidenta del comité ejecutivo municipal de Cuajimalpa, Ciudad de México de Morena, partido del cual también se desempeña como consejera política nacional y estatal.
En 2018 fue elegida diputada federal por la vía plurinominal a la LXIV Legislatura que deberá concluir en 2021. En ella se desempeña como presidenta de la comisión de Educación e integrante de la comisión de Medio Ambiente, Sustentabilidad, Cambio Climático y Recursos Naturales.